# Jerzy Limon
Jerzy Limon (ur. 24 maja 1950 w Malborku, zm. 3 marca 2021 w Gdańsku) – polski anglista, literaturoznawca, pisarz, tłumacz i teatrolog, profesor nauk humanistycznych, inicjator i dyrektor Gdańskiego Teatru Szekspirowskiego, członek korespondent Polskiej Akademii Nauk.

## Życiorys
Syn Zenona, lekarza ginekologa, i Wandy z domu Gierasimowicz, pielęgniarki. Młodszy brat Janusza, lekarza oraz profesora nauk medycznych. Uczęszczał do Szkoły Podstawowej nr 7 w Sopocie. Ukończył I Liceum Ogólnokształcące w Sopocie, a w 1975 anglistykę na Uniwersytecie im. Adama Mickiewicza w Poznaniu. W latach 1975–1980 był wykładowcą literatury w Instytucie Filologii Angielskiej na UAM. W 1979 uzyskał stopień naukowy doktora. Od 1980 jako nauczyciel akademicki był związany z Instytutem Anglistyki Uniwersytetu Gdańskiego. W 1985 habilitował się na macierzystej uczelni w Poznaniu. 20 stycznia 1993 otrzymał tytuł naukowy profesora nauk humanistycznych. W latach 1983–1993 był wicedyrektorem Instytutu Anglistyki UG, a od 1993 kierownikiem Zakładu Historii Literatury i Kultury Brytyjskiej UG. W Instytucie Anglistyki i Amerykanistyki UG utworzył Katedrę Sztuk Scenicznych. Wykładał w językach polskim i angielskim, prowadził gościnnie wykłady m.in. w Hunter College w Nowym Jorku, University of Delaware i University of Colorado. Był członkiem Stowarzyszenia Pisarzy Polskich i ZAiKS, a także członkiem krajowym korespondentem Wydziału I Filologicznego Polskiej Akademii Umiejętności. W 2016 został członkiem korespondentem Polskiej Akademii Nauk.
Był autorem około 10 książek, a także około 80 artykułów i recenzji, publikowanych w Polsce, Wielkiej Brytanii, Niemczech i Stanach Zjednoczonych. Opracował 120 haseł do Wielkiej Encyklopedii Powszechnej PWN. Razem z Władysławem Zawistowskim przełożył dramaty Williama Shakespeare’a: Antoniusza i Kleopatrę (1992) oraz Trojlusa i Kressydę (1990). Współpracował z pismem literackim „Migotania, przejaśnienia”.
Jako fundator współtworzył i objął funkcję prezesa Fundacji Theatrum Gedanense, działającej na rzecz odbudowania Gdańskiego Teatru Szekspirowskiego i organizującej coroczny teatralny Festiwal Szekspirowski. W Gdańskim Teatrze Szekspirowskim objął stanowisko dyrektora. Był współtwórcą Sopockiego Forum Integracji Nauki, Kultury i Sztuki „Sfinks”.
Był żonaty z Justyną; miał dwoje dzieci – Tomasza i Julię. Mieszkał w Wielkim Kacku.
Zmarł na skutek COVID-19 w okresie światowej pandemii tej choroby. Msza pogrzebowa została odprawiona 27 marca 2021 (w Międzynarodowy Dzień Teatru) w kościele św. Jana w Gdańsku. Jerzy Limon został pochowany na cmentarzu komunalnym w Sopocie (sektor P5/2/6).

## Publikacje
- Münchhauseniada, Wydawnictwo Poznańskie, Poznań 1980, ISBN 83-210-0218-8.
- Gdański teatr „elżbietański”, Zakład Narodowy im. Ossolińskich, Wrocław 1989.
- Wieloryb. Wypisy źródłowe, Wyd. Jama s.c., Gdańsk 1998, ISBN 83-87342-06-8.
- Koncert Wielkiej Niedźwiedzicy, Wyd. „Twój Styl”, Warszawa 1999, ISBN 83-7163-180-4.
- Między niebem a sceną. Przestrzeń i czas w teatrze, Wyd. Słowo/obraz terytoria, Gdańsk 2002, ISBN 83-88560-86-7.
- Trzy teatry: scena, telewizja, radio, Wyd. Słowo/obraz terytoria, Gdańsk 2003, ISBN 83-89405-72-5.
- Piąty wymiar teatru, Wyd. Słowo/obraz terytoria, Gdańsk 2006, ISBN 83-7453-627-6.
- Obroty przestrzeni. Teatr telewizji. Próba ujęcia teoretycznego, Wyd. Słowo/obraz terytoria, Gdańsk 2008, ISBN 978-83-7453-776-6.
- Brzmienia czasu. O aktorstwie i mowie scenicznej, Wyd. Słowo/obraz terytoria, Gdańsk 2011, ISBN 978-83-7453-026-2.
- Młot na poetów albo Kronika ściętych głów, Wyd. Słowo/obraz terytoria, Gdańsk 2014.
- Szekspir. Siedem grzechów głównych (z zarazą w tle), Wyd. Słowo/obraz terytoria, Gdańsk 2022.

## Odznaczenia i wyróżnienia
- Krzyż Kawalerski Orderu Odrodzenia Polski (2011)[10]
- Srebrny Medal „Zasłużony Kulturze Gloria Artis” (2005)[11][12]
- Oficer Orderu Imperium Brytyjskiego (Wielka Brytania, 2014)[2][7]
- Medal św. Wojciecha (2015)[13]
- Złoty Medal Uniwersytetu Gdańskiego „Doctrinae Sapientiae Honestati” (2015)[14]
- Nagroda Artystyczna Gdańskiego Towarzystwa Przyjaciół Sztuki (1991, 1999)[4]
- Nagroda Miasta Gdańska w Dziedzinie Kultury „Splendor Gedanensis” (1998)[15]
- Nagroda Prezydenta Miasta Gdańska w Dziedzinie Kultury (2006)[16]
- Nagroda Naukowa Miasta Gdańska im. Jana Heweliusza w kategorii nauk humanistycznych (2006)[17][18]
- Nagroda PAU im. Erazma i Anny Jerzmanowskich (2015)[19]
- „Człowiek Roku 2015” w plebiscycie czytelników „Dziennika Bałtyckiego” (2016)[4]
- Pragnell Shakespeare Birthday Award za osiągnięcia w popularyzowaniu i rozwoju wiedzy na temat dzieł Williama Shakespeare’a (2019)[20]
- Nagroda im. prof. Aleksandra Gieysztora (2019)[4][21]

## Upamiętnienie
Został uwieczniony jako jeden z apostołów na obrazie Ostatnia wieczerza Macieja Świeszewskiego, który umieszczono w hali przylotów gdańskiego lotniska.
W 2022 Senat Uniwersytetu Gdańskiego nadał imię Jerzego Limona Sali Teatralnej Wydziału Filologicznego. W tym samym roku w Gdańskim Teatrze Szekspirowskim otwarto Bibliotekę Profesora Jerzego Limona.